# Fausto 5.0
Fausto 5.0 es una película española de 2001. Destaca la futurista puesta en escena potenciada por La fura dels Baus.

## Argumento
En una convención médica, el doctor Fausto (Miguel Ángel Solá) se encuentra con un antiguo paciente llamado Santos (Eduard Fernández). Este guiará a Fausto en un viaje alucinante en el que los deseos de Fausto son órdenes para Santos. El paciente es un ser grosero, malvado y seductor. Es por ello que tendrá que luchar para que sus propios deseos no se vuelvan en su contra en una ciudad futurista y caótica...

## Premios

### Goyas 2001
| Categoría   | Persona          | Resultado |
| ----------- | ---------------- | --------- |
| Mejor actor | Eduard Fernández | Ganador   |

- Datos: Q5856823